# Marchiara
Marchiara (in croato Mrčara), in passato nota come Marciara, è una piccola isola disabitata della Croazia nel mare Adriatico, che fa parte dell'arcipelago di Lagosta. Si trova ad ovest di Lagosta e San Giorgio. Amministrativamente appartiene al comune della città di Lagosta, nella regione raguseo-narentana.

## Geografia
Marchiara ha una forma irregolare, è lunga circa 2,1 km, ha una superficie di 1,45 km² e uno sviluppo costiero di 7,798 km; il punto più alto è di 122 m s.l.m.. Si trova ad ovest di San Giorgio separata da questa dallo stretto canale Mali Brod (la distanza minima è di 200 m). La valle Conoplizza (uvala Konopljica) ha un piccolo punto d'attracco sulla costa orientale, riparato a est dagli isolotti Ratogna; presenta un'insenatura a ovest, val Pod Marciara (uvala Podmrčare) e due a sud: val Bielavka (uvala Bjelavka) e Val Marciara (uvala U Mrčaru), divise da punta Bieli Rat (Bijeli rt).

### Isole adiacenti
- Isolotti Ratogna[15], Ratigna[16], scogli Rutocgnach[10] o Rutvegnak[11] (Rutenjaci[17] o Rutvenjaci[15]):
  - Ratogna grande (Rutvenjak Veliki, in passato Veli Rutenjak[17]), piccolo isolotto, lungo circa 190 m[2], con un'area di 0,013 km²[1], una costa lunga 0,45 km[1] e un'altezza di 19 m[2]; è situato tra San Giorgio e Marchiara, a circa 150 m[2] da Valle Conoplizza 42°46′18″N 16°47′47″E.
  - Ratogna piccolo (Rutvenjak Mali, in passato Mali Rutenjak[17]), lungo 90 m, ha un'area di 3564 m²[14], una costa lunga 224 m[14] e un'altezza di 14 m[2]; si trova 160 m[2] circa a nord del precedente 42°46′27″N 16°47′49″E.
- Marchiara Piccolo[18][19], scoglio Marciara[11] o Pod Marciara[11] (hrid Podmrčaru o hrid Pod Mrčaru), ha un'area di 0,014 km²[1] e la costa lunga 0,48 km[1]; è situato 900 m circa a nord-ovest di Marchiara; ha un segnale luminoso 42°46′49″N 16°46′30″E.

### Cartografia
- (HR) Mappa topografica della Croazia 1:25000, su preglednik.arkod.hr. URL consultato il 21 febbraio 2017.
- G. Giani, Carta prospettiva delle Comuni censuarie della Dalmazia, foglio 11, 1839. Fondo Miscellanea cartografica catastale, Archivio di Stato di Trieste.
- Carta di cabottaggio del mare Adriatico, foglio XI, Milano, Istituto geografico militare, 1822-1824. URL consultato il 16 febbraio 2017 (archiviato dall'url originale il 13 aprile 2013).